# Krystyna Wojtyna-Drouet
Krystyna Wojtyna-Drouet (ur. 4 stycznia 1926 w Warszawie) – polska artystka plastyk, twórczyni tkaniny artystycznej, projektantka tkanin dekoracyjnych, przedstawicielka polskiej szkoły tkaniny.

## Życiorys i twórczość
W latach 1946–1953 Krystyna Wojtyna-Drouet studiowała w Akademii Sztuk Pięknych w Warszawie, w Katedrze Tkaniny w pracowniach prof. Eleonory Plutyńskiej (tkactwo ręczne) i prof. Mieczysława Szymańskiego (gobelin), a także na Wydziale Malarstwa u prof. Marka Włodarskiego. Dyplom obroniła w 1953 roku u prof. Eleonory Plutyńskiej.
Od roku 1962 uczestniczyła w  I, IV i V Międzynarodowym Biennale Tkaniny w Lozannie. W 1975 roku wzięła udział w Międzynarodowym Triennale Tkaniny w Łodzi, a w 1978 roku – w Międzynarodowym Quadriennale Sztuki Dekoracyjnej w Erfurcie. Jej prace były wystawiane na 30 wystawach polskiej sztuki za granicą, a w sumie w około 300 wystawach w Polsce i za granicą, m.in. w Oslo, Kopenhadze, Lipsku, Ottawie, Buenos Aires, Montevideo, Hawanie, Chicago, Leningradzie, Seattle, Anchorage, Grenoble i Kairze.

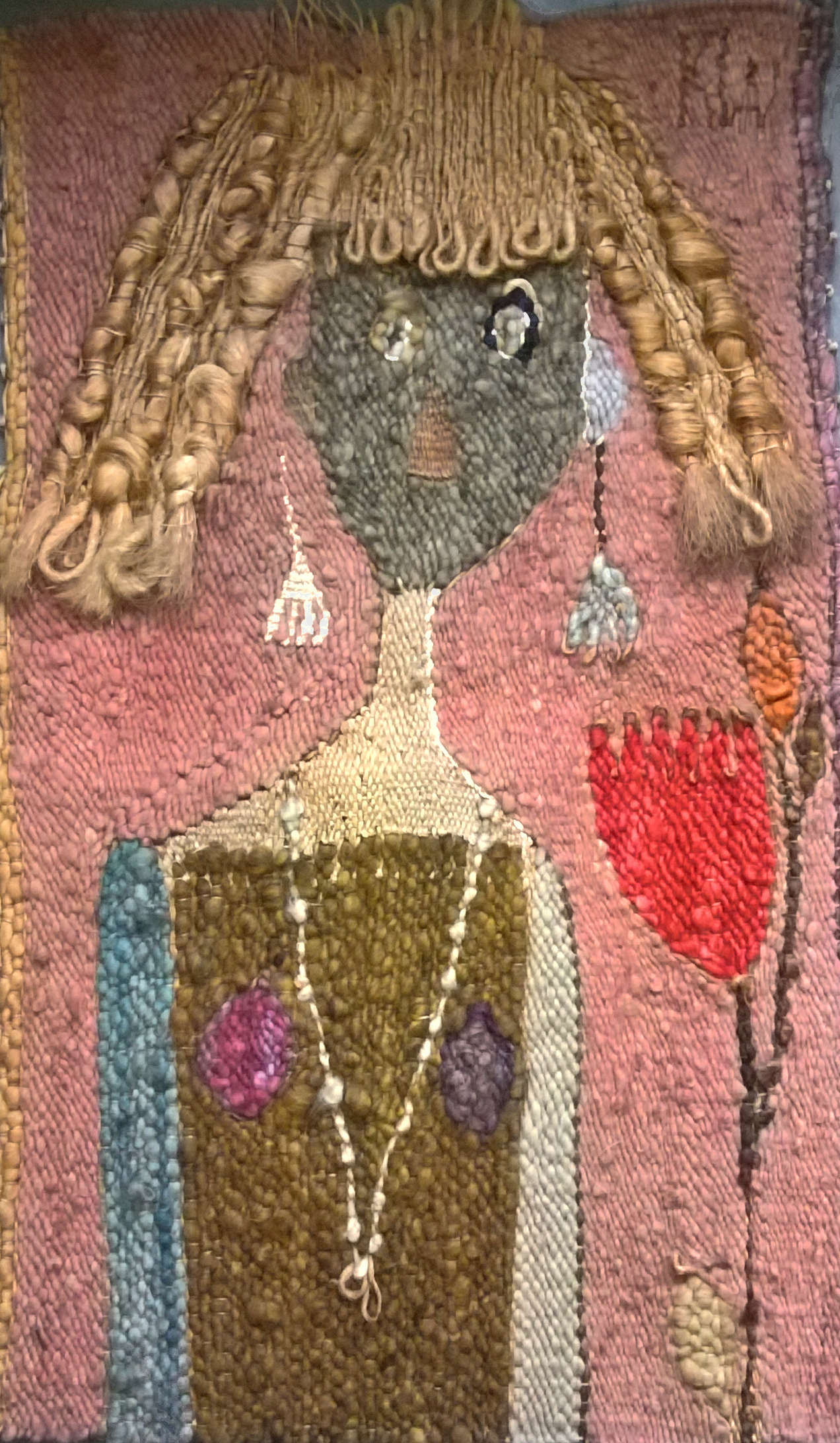
"Anna" (1964) Krystyna Wojtyna-Drouet

Stworzyła ponad 320 tkanin. Gobeliny jej autorstwa znajdują się w zbiorach Muzeum Narodowego w Warszawie, Centralnego Muzeum Włókiennictwa w Łodzi, Musées d'Angers we Francji, Muzeum Fransa Halsa w Holandii,  Philadelphia Museum of Art w Stanach Zjednoczonych, Hurschler Collection of Contemporary Tapestry w Pasadenie w Stanach Zjednoczonych oraz w kolekcjach prywatnych.
W swoich pracach używa głównie wełny owczej, tzw. góralskiej (nieskręcanej), samodzielnie farbowanej z użyciem tradycyjnych technik farbiarskich, na podstawie receptur prof. Wandy Szczepanowskiej. Jako jedna z pierwszych tkaczek wprowadziła do tkanin włókno sizalowe, wplata również w gobeliny elementy ceramiczne oraz metal.
Zasadniczą dziedziną twórczości Krystyny Wojtyny-Drouet pozostaje tkanina autorska. Prace wykonywane są na podstawie niezwykle uproszczonych projektów, stanowiących jedynie zarys kompozycji. Artystka czerpie inspiracje przede wszystkim z natury („Gaja”, „Kaktus”, „Liść”, „Motyl”, „Zachód słońca”) oraz życia codziennego („Pranie”, „Ołówki”, „List"). W jej wczesnej twórczości pojawiały się przedstawienia figuratywne młode pary, postaci kobiece oraz postaci biblijne („Ludwika i Euzebiusz", „Kobiety pod parasolką", „Mojżesz”, „Adam i Ewa”).
Inspiracje naturą wynikają także ze stosowanych przez Wojtynę-Drouet metod farbiarskich. Wełny, sznurki lniane i sizalowe farbowane w koszenili, rezedzie, krapie czy indygo pobudzają artystkę do zabawy kolorem. Jej tkaniny cechują intensywne barwy, którymi operuje w malarski sposób.
Oprócz tkaniny artystycznej artystka tworzy również obrazy olejne, przede wszystkim martwe natury oraz portrety, a także karykatury napotkanych nieznajomych. W 2017 roku wydała nakładem wydawnictwa SWPR dwa własnoręcznie ilustrowane tomiki wierszy: „Szkicownik A” i „Szkicownik B”.
Jest członkinią Związku Polskich Artystów Plastyków (1972). Laureatka złotego  Medalu „Zasłużony Kulturze Gloria Artis” (2023).

## Nagrody i wyróżnienia[4]
1952 – nagroda w Konkursie na Tkaninę Żakardową
1956 – wyróżnienie w Konkursie na Tkaninę Olimpijską
1957 – III nagroda w Konkursie Ogólnopolskim „Dywany 57”
1958 – nagroda w Konkursie Ogólnopolskim na tkaninę
1961 – II i III nagroda oraz wyróżnienie w konkursie Cepelii na tkaninę
1963 – nagroda Ministerstwa Kultury i Sztuki na wystawie „Sztuka użytkowa w X-lecie PRL”
1966 – nagroda na wystawie Instytutu Kunsthandwerk w Stuttgarcie
1973 – srebrny medal na wystawie ogólnopolskiej
1976 – III nagroda na wystawie „XXV-lecie Pracowni Doświadczalnej Tkactwa”, wyróżnienie na wystawie „Łowiectwo w Sztukach Plastycznych”
1978 – nagroda na Międzynarodowej wystawie Quadriennale Sztuki Dekoracyjnej w Erfurcie
2010 – nagroda na Międzynarodowym Festiwalu Sztuki „Struktury Powiązań”